# Acanthus ueleensis
Acanthus ueleensis är en akantusväxtart som beskrevs av De Wild.. Acanthus ueleensis ingår i släktet akantusar, och familjen akantusväxter. Inga underarter finns listade i Catalogue of Life.